# Synclita
Synclita é um gênero de mariposa pertencente à família Crambidae.